# Des Moines Botanical Center
El Des Moines Botanical Center (Centro Botánico de Des Moines) es un jardín botánico de 5.7 hectáreas (14 acres) de extensión, que se encuentra en Des Moines, Iowa, Estados Unidos. 
El código de identificación del Des Moines Botanical Center como miembro del "Botanic Gardens Conservation International" (BGCI), así como las siglas de su herbario, es DMBC.

## Localización
El centro Des Moines Botanical Center se encuentra en el 909 East River Drive, Des Moines, Condado de Polk, Iowa, 50316, Estados Unidos. 
Planos y vistas satelitales.41°35′48.84″N 93°36′49.68″O / 41.5969000, -93.6138000

## Historia
El interés en la creación de un centro botánico de Des Moines comenzó ya en 1929. La ciudad adquirió un invernadero en el lado oeste del río en 1939, que sirvió a la ciudad como invernadero de producción y exhibición hasta que el centro botánico actual fue terminado en 1979. 
El centro botánico está administrado y dirigido actualmente por la entidad "Des Moines Water Works".

## Colecciones
Actualmente el Centro Botánico incluye:
Jardines de interior de la cúpula geodésica que alberga plantas tropicales y subtropicales, cactus, suculentas, orquídeas procedentes de selvas y de regiones áridas, todas reunidas en varios ambientes bajo el Domo geodésico de 150'. Además alberga koi, peces gato blancos, tortugas, y pájaros volando libremente en su interior.
Jardines del exterior, entre los que se incluye un jardín de plantas acuáticas y una cascada, con muchos arriates de plantas nativas, hierbas, rosas miniatura, y coníferas enanas.
Entre las familias de plantas representadas se encuentran:
- Acanthaceae,
- Araceae,
- Bromeliaceae,
- Cactaceae,
- Euphorbiaceae,
- Gesneriaceae,
- Leguminosae,
- Liliaceae,
- Myrtaceae,
- Palmae,

Con colecciones de los géneros
- Acalypha,
- Anthurium,
- Begonia,
- Pseuderanthemum,